# Saincaize-Meauce
Saincaize-Meauce – miejscowość i gmina we Francji, w regionie Burgundia-Franche-Comté, w departamencie Nièvre.
Według danych na rok 1990 gminę zamieszkiwało 418 osób, a gęstość zaludnienia wynosiła 19 osób/km² (wśród 2044 gmin Burgundii Saincaize-Meauce plasuje się na 515. miejscu pod względem liczby ludności, natomiast pod względem powierzchni na miejscu 374.).